# Fosforzuurbrandstofcel
De fosforzuurbrandstofcel (PAFC, Phosphoric Acid Fuel Cell) is het eerste type brandstofcel dat verkocht werd en is rechtstreeks afgeleid van het concept dat William Grove in 1839 gemaakt heeft. Dit type brandstofcel is rond 1965 voor het eerst gefabriceerd. In de jaren daarna is hij door verbeteringen stukken stabieler geworden, ging hij beter functioneren en werd het een stuk goedkoper om de PAFC te produceren.
De elektroden bestaan uit koolstof, de elektrolyt uit geconcentreerd fosforzuur (H3PO4) en als katalysator is er platina aanwezig. 

 De reactie die plaatsvindt is hetzelfde als bij de meeste cellen:
Aan de anode
{\displaystyle \mathrm {H_{2}\to 2\ H^{+}+2\ e^{-}} }
en aan de kathode
{\displaystyle \mathrm {1/2\ O_{2}+2\ H^{+}+2\ e^{-}\to H_{2}O} }
Dat geeft de totale reactie
{\displaystyle \mathrm {1/2\ O_{2}+H_{2}\to H_{2}O} }

## Werkingstemperatuur
PCFC's werken bij een temperatuur van 135-200 °C.